# Сборная Сербии по шахматам
Сборная Сербии по шахматам представляет Сербию на международных шахматных турнирах. Контроль и организацию осуществляет шахматная федерация Сербии. Наивысший рейтинг сборной — 2610 (2011).

## Международные турниры
| Шахматная олимпиада | Шахматная олимпиада | Шахматная олимпиада |
| Год                 | Город               | Место               |
| ------------------- | ------------------- | ------------------- |
| 2008                | Дрезден             | 20 место            |
| 2010                | Ханты-Мансийск      | 33 место            |
| 2012                | Стамбул             | 14 место            |
| 2014                | Тромсё              | 16 место            |
| 2016                | Баку                | 38 место            |
| 2018                | Батуми              | 52 место            |
| 2022                | Ченнаи              | 20 место            |
| 2024                | Будапешт            | 5 место             |

| Командный чемпионат Европы | Командный чемпионат Европы | Командный чемпионат Европы |
| Год                        | Город                      | Место                      |
| -------------------------- | -------------------------- | -------------------------- |
| 2007                       | Ираклион                   | 21 место                   |
| 2009                       | Нови-Сад                   | 10 место                   |
| 2011                       | Порто Каррас               | 12 место                   |
| 2013                       | Варшава                    | 13 место                   |
| 2015                       | Рейкьявик                  | 16 место                   |
| 2017                       | Крит                       | 22 место                   |
| 2019                       | Батуми                     | 23 место                   |
| 2021                       | Чатеж-об-Сави              | 8 место                    |
| 2023                       | Будва                      | 1 место                    |

## Статистика
| Турнир                     | Участий | Годы      | Лучший результат |
| -------------------------- | ------- | --------- | ---------------- |
| Шахматная олимпиада        | 8       | 2008—2024 | 5 место (2024)   |
| Командный чемпионат Европы | 9       | 2007—2023 | 1 место (2023)   |

## Состав сборной

### Состав сборной 2012
| Доска          | Шахматист       | Рейтинг |
| -------------- | --------------- | ------- |
| 1-я            | Иван Иванишевич | 2645    |
| 2-я            | Роберт Маркуш   | 2599    |
| 3-я            | Милош Перунович | 2614    |
| 4-я            | Никола Седлак   | 2549    |
| резервная      | Душан Попович   | 2579    |
| Сборная Сербии | Сборная Сербии  | 2609    |

### Гвардейцы
Иван Иванишевич участвовал во всех международных соревнованиях своей сборной.

### Трансферы
Почти все игроки сборной Сербии ранее были заиграны за сборную Югославии и/или за сборную Сербии и Черногории:
- Боян Вучкович (2000—2001)
- Бранко Дамлянович (1992, 1999—2005)
- Иван Иванишевич (1998—2005)
- Александар Ковачевич (2000—2004)
- Роберт Маркуш (2004—2006)
- Игор Миладинович (1994)
- Милош Перунович (2003—2005)
- Душан Попович (2006)
- Никола Седлак (2003, 2006)
- Драган Шолак (1999—2000, 2004—2005)

| Ушли         | Ушли   | Ушли |
| Шахматист    | Куда   | Год  |
| ------------ | ------ | ---- |
| Драган Шолак | Турция | 2012 |

| Пришли           | Пришли | Пришли |
| Шахматист        | Откуда | Год    |
| ---------------- | ------ | ------ |
| Игор Миладинович | Греция | 2007   |

## Достижения

### Индивидуальный зачёт
Единственную медаль на командных чемпионатах Европы в личном зачёте сборной Сербии принёс Боян Вучкович:  4-я доска (2009)

## Вторая сборная
На домашнем командном чемпионате Европы 2009 года на правах хозяев Сербия выдвинула помимо основной также второй состав, который занял 25 место.